# Sint Willibrordusstraat 1-13
Sint Willibrordusstraat 1-13 te Amsterdam is een strook bebouwing aan de Sint Willibordusstraat in de Willibrordusbuurt in Amsterdam-Zuid. De strook betreft twee gemeentelijke monumenten (nrs. 222070 en 222071)

## Algemeen
De geschiedenis van de Sint Willibrordusstraat begint als het gebied nog onderdeel is van de gemeente Nieuwer-Amstel, die grotendeels uit agrarisch gebied bestaat op enkele woonkernen na. Die gemeente had de straat de Kerkstraat genoemd naar de kerk Sint-Willibrorduskerk buiten de Veste. Op de gemeentekaart van Nieuwer-Amstel (1865-1870) staan in deze noordoostelijke punt langs de Amstel alleen boerderijen, landhuizen en buitenverblijven ingetekend. De kerk is er dan nog niet. De grens met de Gemeente Amsterdam loopt dan ongeveer op wat later die Kerkstraat zou worden. In 1871 begon men met het bouwen van die kerk. In het midden van de jaren tachtig van de 19e eeuw begon Nieuwer-Amstel daar ook stadsbebouwing neer te zetten met als opvallendste gebouw het Raadhuis van Nieuwer-Amstel, dat op de hoek Amsteldijk en Tolstraat werd neergezet. Verwacht mag worden dat er eerst aan de westelijke oevers van de Amstel gebouwd werd om vervolgens westwaarts het land in de gaan. Dit had tot gevolg dat anders dan binnen de gemeente Amsterdam die nummert vanaf de Boerenwetering, Sint Willibrordusstraat 1 nabij de Amstel ligt. De Kerkstraat zou uiteindelijk tot aan de Tweede Hoedemakersdwarsstraat (Tweede Sweelinckstraat) aangelegd worden. In die jaren tachtig werd hier gebouwd aan een strook woningen, die ook in de 21e eeuw herinnert aan die tijd. In 1896 kwam er een administratieve wijziging, de gemeente Amsterdam annexeerde een groot deel van Nieuwer-Amstel, ook hier. Uiteraard had Amsterdam al een Kerkstraat en moest deze straat een nieuwe naam krijgen, het werd de Sint Willibordusstraat met ook een Sint Willibrordusdwarsstraat en een Willibrordusbuurt. In 1971 kwam er een grote fysieke wijziging, de kerk werd gesloopt en vervangen door een open ruimte met verzorgingstehuis. Later kwam er weer een administratieve wijziging; de straat kwam te liggen in de Nieuwe Pijp. 

## Sint-Willibrordusstraat 1-13
De strook bebouwing loopt vanaf huisnummer 1 tot en met 13. Vanaf de Amstel begint het met een relatief groot gebouw (huisnummer 1) van drie bouwlagen en zolderkap. Het betreft een herenhuis met relatief hoge plafonds en een luxe uiterlijk met pleisterwerk en banden. Opvallend aan het gebouw is dat het hoewel niet op een hoek gebouwd is, toch een afgeronde hoek heeft. Die hoek biedt plaats aan een ramengang, waarschijnlijk om uitzicht over de Amstel te verschaffen. De buitenmuur die naar achter loopt, is op kleine ramen vrijwel blind uitgevoerd; uitzicht was/is daar niet mogelijk vanwege bouwwerken aan de Amstel. Verder de straat in komt een strook woningen voor. Deze hebben dezelfde opzet (drie bouwlagen met zolder) maar zijn bescheidener van uitvoering. Ook deze woningen hebben allerlei pleisterlagen, zoals de lijst tussen begane grond en de rest van de gebouwen. Ook de daklijst is bepleisterd. In de loop der jaren zijn enkele dakkapellen gerenoveerd, waarbij een strakkere uitvoering werd verkozen; klauwhamers, ronde dakkapellen verdwenen. Ook niet alle raampartijen zijn nog hetzelfde. De wijzigingen moeten dus voor het monumentschap doorgevoerd zijn.
Architectonisch is het opvallende enclave. De strook ligt in De Pijp met revolutiebouw en Nieuwe Pijp, grotendeels in dezelfde periode volgebouwd, echter met woningen die een extra verdieping hadden (vier woonetages met zolder). Die panden zagen er minder luxe uit. Elders in de wijk werd in de jaren twintig Plan Zuid uitgevoerd met rationalisme van Hendrik Petrus Berlage of Amsterdamse School. 

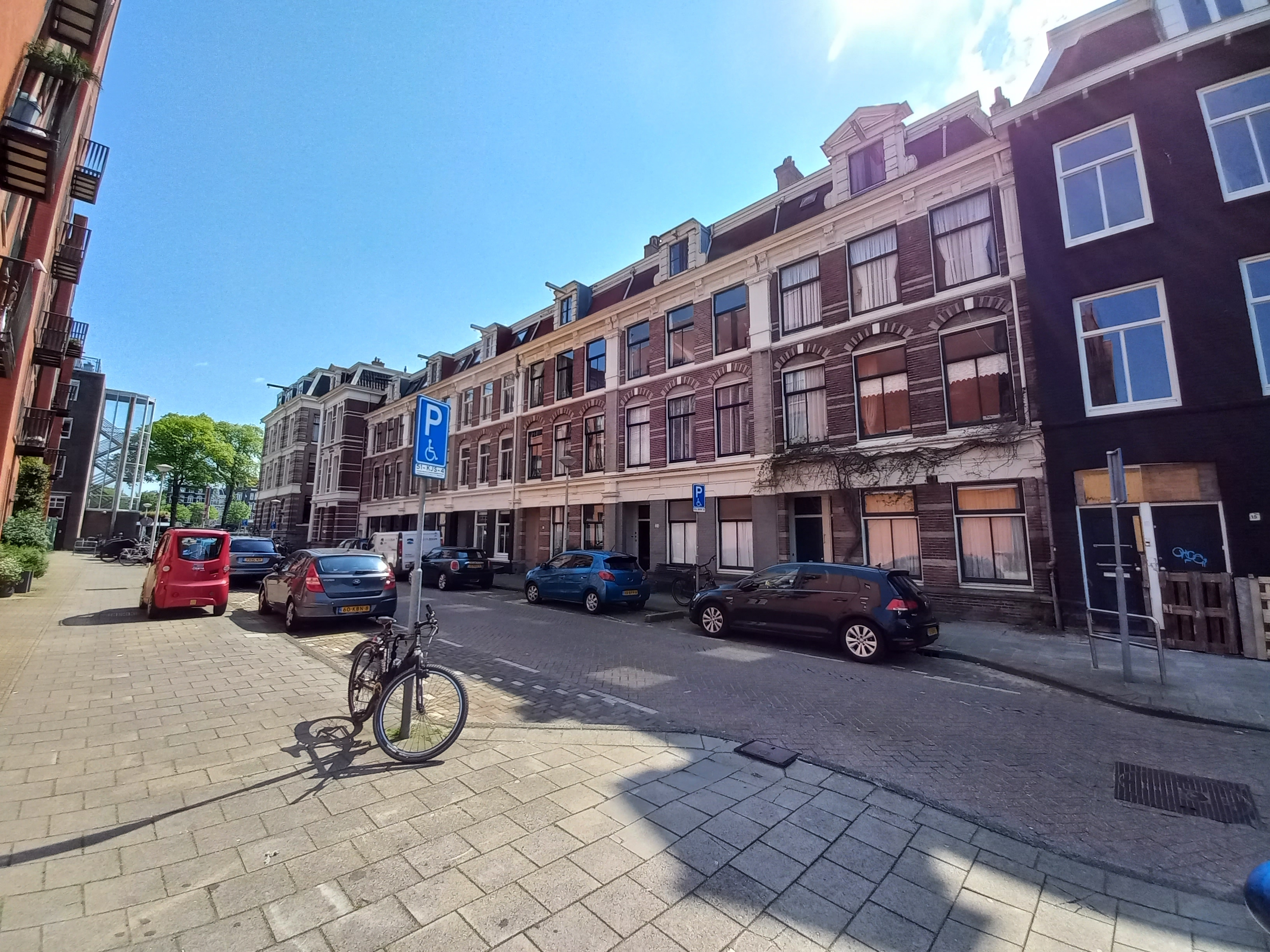
Sint-Willibrordusstraat 1-13 (vlnr, mei 2023)